# Смирнова Жанна Геннадіївна
Жанна Геннадіївна Смирнова, сценічний псевдонім INSHAYA — українська авторка-виконавиця, театральна акторка, композиторка, співачка, культурна діячка.

### Біографія
Народилась співачка у місті Запоріжжя в сім'ї викладачки по класу фортепіано та військового офіцера-підводника. Після народження Жанни сім'я переїжджає в Мурманську область, де тато співачки служить у ВМФ Збройних сил СРСР.
1991 рік розпад СРСР і родина повертається в Україну, бо її тато відмовляється давати присягу ВМФ Російської Федерації.
З дитинства Жанна займалась в музичній школі по класу фортепіано, де робила успіхи: перші місця на всеукраїнських конкурсах, на відмінно закінчує музичну школу, але її душа віддана співу. Закінчивши 11 класів багатопрофільної школи з економічним уклоном, співачка подає документи до Запорізького музичного училища ім. П. І. Майбороди на факультет академічного співу.  Під час навчання в училищі, Жанна озвучує мюзикл «Любов на Зарічній вулиці» який з успіхом йде в запорізькому театрі багато років. Її перший гонорар в 2003 році склав 100 доларів.
Закінчивши училище в 2006 році, Жанну запрошують на роботу в Запорізький академічний обласний український музично-драматичний театр імені В. Г. Магара на головну роль Віолетти в опереті Імре Кальмана «Фіалка Монмартра». Згодом вона отримує вищу театральну нагороду за роль Віолетти (кращу головну жіночу роль) «Надія Січеславни».
2006—2015 роки співачка служить в театрі й паралельно навчається в ЗНУ на акторку драми та кіно, їздить по міжнародним вокальним конкурсам де з успіхом стає лауреаткою перших премій.
У 2008 році співачка виходить заміж і вже через рік в її родині з'являється донечка.
У 2015 році Жанна звільняється з театру та їде на контракт в Туреччину де гастролює разом з гуртом Середземномор'ям, виконуючи світові хіти. Повернувшись після закінчення контракту, Жанна починає сольну кар'єру під псевдонімом Zhanna Vim на місцевому рівні, записує свої пісні та виступає з гуртом на розігріві у всеукраїнських зірок в місті Запоріжжя.
У 2016 році співачка записує EP, а в 2017 створює проєкт INSHAYA у жанрі танцювальної електронної поп-музики, творчість якого виходить за рамки міста Запоріжжя.
24 лютого 2017 року пісня «Сатурн» потрапляє в ротації танцювальних радіостанцій України. З цього дня співачка вважає офіційний старт  проєкту INSHAYA.
З 2017 по 2020 рік співачка активно гастролює півднем країни з авторською програмою «Ти є Всесвіт».
У 2018 році пісні INSHAYA стають саундтреками до серіаліті «Київ вдень та вночі».
З 2019 по 2020 роки співпрацює з ді-джеєм та музичним продюсером Леонідом Бутенко (гурт 2special, став відомим своїми реміксами на хіти українських зірок). За рік було видано 7 пісень, які активно стали в ротацію на більш ніж 70 радіостанцій України і світу.
У березні 2022 року під час повномасштабного вторгнення російської федерації на територію незалежної України співачка разом з донькою вимушено виїжджає за кордон. Тимчасово перебуває на території Франції в місті Тур, де активно займається волонтерською діяльністю, організовує та бере участь у благодійних концертах та заходах, веде боротьбу з пропагандою ворога. Концерти та заходи пройшли у таких містах як Париж, Орлеан, Тур тощо. Співачка їздить в маленькі містечка та села Франції, де доносить правду про страшні події в Україні французькому суспільству. Не дивлячись на обставини Жанна продовжує випускати пісні, сама режисує та знімає кліпи. В цей час чоловік співачки йде добровольцем на фронт та воює в підрозділі ССО ЗСУ.
У 2023 році співачка повертається в Україну та переїжджає до Києва, де продовжує брати участь у благодійних заходах. INSHAYA виступає для військових в рамках Культурного десанту, долучається до підтримки національної програми «Врятуй кінцівку», підтримує ініціативу Соломії Вітвіцької Концерти для дітей ОХМАТДИТ. Пише пісні талановитим, вокалістам-початківцям. Співає під гаслом «Жінка, що чекає плюс».

### Сингли
- Кохання прийшло (2018)
- Вставай (2018)
- Заманила (2018)
- Край (2018)
- Заманила (Leonid Butenko Remix) (2018)
- Танок лисиці (2019)
- Вночі (2019)
- Saturn (2019)
- Connect (2019)
- Маю план (2019)
- Замело (2020)
- Замело (Leonid Butenko Remix) (2020)
- Пішла у… (2020)
- Немає сенсу (2020)[10]
- Зірвало дах (2020)[2]
- Рана ниє (2020)
- Твоя зима (2020)
- Пішла у ніч (Zaec Remix) (2021)
- Virus (2021)
- Вірус (T-Zhuk Remix) (2021)
- Твоя зима (Vova Nik Remix) (2021)
- Відірвана (2022)
- Чекаю + (2022)
- Коли закінчиться війна (2023)[11]
- Всесвіт, чуєш? (2023)
- Дякую-Сумую (2024)
- ПАМ-ПА-РАМ (2024)
- Монолог (2024)
- Тримай зв'язок (2025)

### Відеокліпи
| Рік  | Назва пісні                          | Режисер(и)                          | Посилання на YouTube |
| ---- | ------------------------------------ | ----------------------------------- | -------------------- |
| 2020 | Замело (Leonid Butenko Remix) (2020) | Жанна Смирнова                      |                      |
| 2020 | Пішла у…                             | Жанна Смирнова                      |                      |
| 2021 | Твоя зима                            | Олександр Рудик, Жанна Смирнова     |                      |
| 2022 | Відірвана                            | Жанна Смирнова, Світлана Михайленко |                      |
| 2022 | Чекаю +                              | Жанна Смирнова, Світлана Михайленко |                      |
| 2023 | Коли закінчиться війна               | Жанна Смирнова                      |                      |
| 2024 | Дякую-Сумую                          | Світлана Михайленко                 |                      |
| 2024 | Монолог                              | Світлана Михайленко                 | 8                    |
| 2025 | Тримай зв'язок                       | Світлана Михайленко, Жанна Смирнова | 9                    |

### Театральна кар'єра
2004 озвучила одну з головних ролей в мюзиклі «Любов на Зарічній вулиці» реж. В. І. Денисенко
2006—2008 Паж драма «Ромео і Джульєта» реж. П. П. Ластівка
2007—2008 Віолета оперета І.Кальман «Фіалка Монмартра» реж. В. І. Денисенко
2011—2013 Земфіра «Алеко і Земфіра» за поемою О. С. Пушкін «Цигани» реж. І. О. Борис
2012—2014 Ніколь мюзикл за мотивами п'єси Ж.-Б. Мольєра «Міщанин-шляхтич» «Ах, Вищий світ» реж. Г. Кісельов.
2012—2013 Зоряна казка-феєрія «Квітка-Зорецвіт» реж. В. В. Попов
2012—2013 Юна Марія поетична поема «Мама-Марія»  реж. І. О. Борис
2013—2015 Хава народна драма за мотивами творів Шолом-Алейхема «Тев'є-молочник» реж. В. В. Попов
2010—2015 Солістка театралізованих концертів.